# Зейнсвил
Зейнсвил (на английски: Zanesville) е град в североизточната част на Съединените щати, административен център на окръг Мъскингъм в щата Охайо. Населението му е около 25 000 души (2010).
Разположен е на 206 метра надморска височина в Алигейнското плато, на 84 километра източно от Кълъмбъс и на 180 километра югозападно от Питсбърг. Селището е основано през 1799 година и носи името на американския пионер Ебенизър Зейн, а през 1810 – 1812 година е столица на Охайо.

## Известни личности
Родени в Зейнсвил
- Самюъл Кокс (1824 – 1889), политик